# Kradibia calorai
Kradibia calorai är en stekelart som beskrevs av Wiebes 1993. Kradibia calorai ingår i släktet Kradibia och familjen fikonsteklar.
Artens utbredningsområde är Filippinerna. Inga underarter finns listade i Catalogue of Life.